# Macrohelodes niger
Macrohelodes niger là một loài bọ cánh cứng trong họ Scirtidae. Loài này được Lea miêu tả khoa học năm 1908.